# Olie-industrie in Guyana
De olie-industrie in Guyana is een begin 21e eeuw een nieuw in de Guyaanse economie. Sinds de eerste vaten commerciële ruwe olieproductie in december 2019 voor de kust, is Guyana uitgegroeid tot een aardolieproducerend land. De raffinage vindt in het buitenland plaats.
Historisch gezien was Guyana een netto-importeur van brandstof. In 2024 worden ongeveer 645.000 vaten per dag geproduceerd en tegen 2027 ligt dat naar verwachting op 1,3 miljoen vaten.
De petroleumdivisie van de Guyana Geology and Mines Commission is verantwoordelijk voor het toezicht op de exploratie in Guyana.

## Olie-exploitatie
Het Guyanabekken voor de kust en Takutu-bekken landinwaarts hebben sinds de jaren 1940 buitenlandse bedrijven aangetrokken, als Shell, Total en ExxonMobil, die uitgebreid geologisch onderzoek hebben uitgevoerd en een aantal putten hebben geboord.

### Onshore
Onshore werden in het Takutu-bekken tussen 1981 en 1993 drie putten geboord, maar deze waren droog of niet commercieel levensvatbaar.

### Offshore
De offshore zoektocht naar olie gebeurde in de jaren 1950 en tussen 1965 en 1970. Negen putten werden geboord, waarvan er slechts één olie raakte, de Abary-1-put in het Kanuku-vergunningsgebied. Eind jaren tachtig zetten Mobil, Total, Guyana Exploration en BHP de verkenningen in de regio voort.
Halverwege de jaren 2000 probeerde CGX Energy een put te boren, maar het boorplatform werd afgeschrikt door Surinaamse kanonneerboten die beweerden dat ze zich in Surinaamse wateren bevonden. Internationaal Zeerechttribunaal (ITLOS) van de Verenigde Naties stelde in september 2007 de exacte grenzen vast, maar tot 2012 werden er geen verdere putten meer geboord.
Sinds 2020 heeft Guyana negen aardolieblokken onder actieve leaseovereenkomsten, waarvan er zes actieve exploratie hebben gehad.

### Ontdekkingen door ExxonMobil

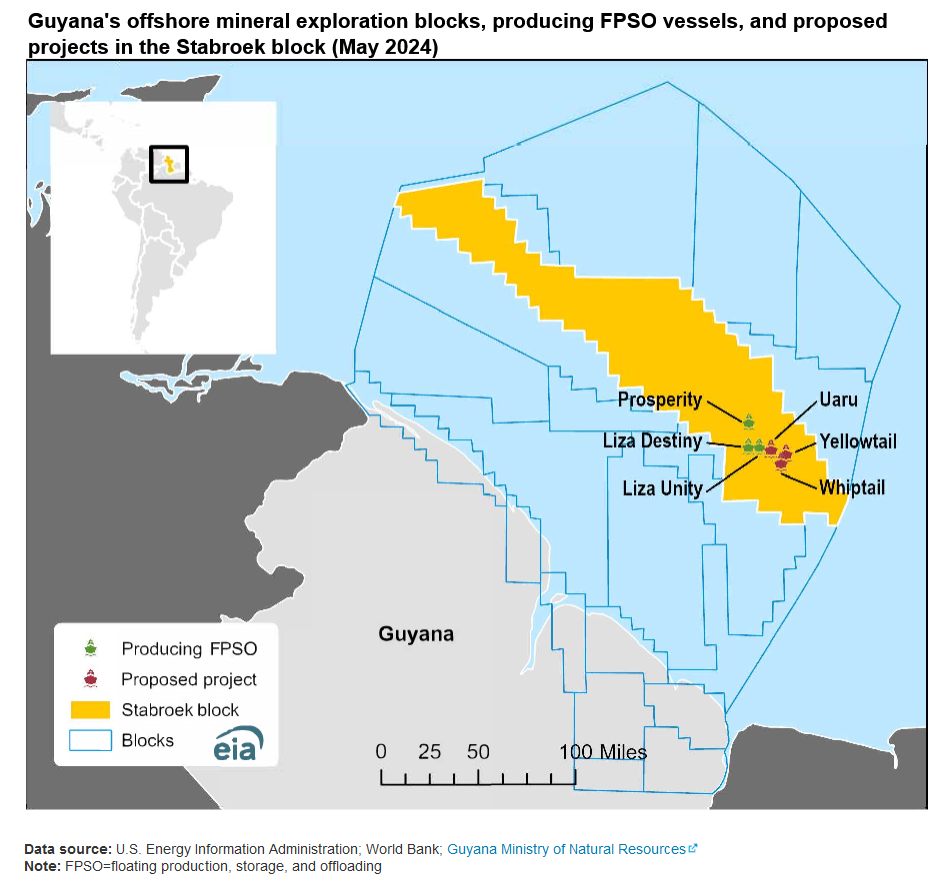
Exploitatie en voorgestelde projecten in het Stabroek-blok

Esso, een dochteronderneming van ExxonMobil, begon in 2008 met offshoreverkenningen. In mei 2015 kondigde ExxonMobil de ontdekking aan van meer dan 90 meter hoogwaardige, oliehoudende zandsteenreservoirs, op ongeveer 200 kilometer buiten de kust. Het werd beschouwd als de grootste vondst van ruwe olie in het voorgaande decennium. De Liza-1-put was de eerste put op het Stabroek-blok, dat 26.800 vierkante kilometer groot is. Er werd toen een schatting gemaakt van 700 miljoen vaten met een waarde van US$ 40 miljard.
Sinds maart 2024 zijn er voor de kust van Guyana meer dan 30 olie- en gasvondsten gedaan. In mei 2024 schatte ExxonMobil dat het ging om bij elkaar 11 miljard vaten.
Op 20 december 2019 werd begonnen met de productie van ruwe olie van Liza-1. In februari 2022 en november 2023 begon de productie in nog eens twee projecten.

## Risico's

### Politieke gevolgen
Voorspellingen over de meevaller van deze belangrijke olievondst hadden een aanzienlijke impact op het land, inclusief de presidentsverkiezingen van 2020. Er is ook de dreiging van de olievloek, die vergelijkbare landen die rijk zijn aan hulpbronnen heeft getroffen.

### Groot aandeel oliebedrijven
Er zijn ook zorgen dat grote internationale bedrijven een oneerlijk deel van het eigendom van de olierechten krijgen. Global Witness  meldde dat Guyana mogelijk maar liefst US$ 55 miljard aan potentiële inkomsten heeft verloren uit onderhandelingen die in het voordeel van ExxonMobil waren. ExxonMobil weerlegde de bewering op basis van niet-verklaarde kosten van het hoge risico dat gepaard gaat met de het verkennen van de "frontier hydrocarbon province". In januari 2021 trok Global Witness het rapport in en verlegde zijn inspanningen naar op de bestrijding van de klimaatverandering.

### Grensgeschil met Venezuela
De olie- en gasexploratieactiviteiten van Guyana creëerden een nieuwe bron van spanningen met buurland Venezuela. De ontdekking uit 2015 veroorzaakte een reeks beschuldigingen tussen Venezuela en zijn oostelijke buurland. Ambtenaren in Caracas, dat al lange tijd claims heeft op de regio Guayana Esequiba, beweren dat de concessie zich in betwiste wateren bevindt. Het grensgeschil is heel oud, maar speelt door de olievondsten door Guyana opnieuw op.